# Jessie Marie Jacobs
Jessie Marie Jacobs Muller Offermann (1890 – 1954) foi uma matemática estadunidense, que também fez contribuições na área da genética.
Jessie M. Jacobs concluiu sua graduação no McPherson College. Depois de um ano lecionando no ensino médio, recebeu uma das duas primeiras bolsas para estudar matemática em nível de pós-graduação na Universidade do Kansas, onde obteve um mestrado em 1916. Obteve um doutorado em matemática pela Universidade de Illinois em Urbana-Champaign em 1919, orientada por Arthur Byron Coble. Tornou-se professora associada na Rockford University e depois, em 1920, instrutora na Universidade do Texas em Austin, onde também editou o Texas Mathematics Teachers' Bulletin. Seu mandato na universidade, juntamente com o da colega Goldie Printis Horton, é reconhecido por uma série anual de aulas.
Enquanto estava na Universidade do Texas conheceu o geneticista Hermann Muller, quando ele lhe pediu ajuda para modelar a matemática da mutação em moscas. Casaram-se em 1923. Seu filho David Eugene Muller, que se tornaria um matemático e cientista da computação, nasceu no ano seguinte. A nomeação universitária de Jessie foi encerrada em 1924 contra sua vontade: seus colegas de departamento achavam que a academia e a maternidade eram incompatíveis. Terminada a carreira de professora, Jessie colaborou com seu marido no laboratório Drosophila e foi coautora de um artigo com ele. Muller mais tarde ganharia um prêmio Nobel pela pesquisa que realizou com a ajuda de Jessie durante esse período.
O casamento ficou tenso, mas em 1933 Jessie se juntou a Hermann Muller em Berlim e depois em Leningrado para uma parte de sua bolsa de estudos Guggenheim. Ela se divorciou do marido em 1935 (primeiro na União Soviética, depois no Texas) e em poucos meses se casou novamente com Carlos Alberto Offermann. Ele havia trabalhado no laboratório de Hermann Muller em Leningrado em 1933-1934. Depois de se casar com Jessie no Texas, Carlos voltou ao seu cargo, agora transferido para Moscou, embora sua esposa e enteado não pudessem se juntar a ele. Enquanto seu pai permaneceu na União Soviética, um juiz do Texas recusou-se a permitir que David Muller deixasse o estado. Jessie ganhava a vida em Austin ensinando matemática a estudantes universitários, alugando um quarto.
Em 1938 Carlos Offermann retornou a Austin, e a família logo se mudou para Chicago. Auxiliado por sua esposa, Carlos buscou o trabalho experimental necessário para seu doutorado. Jessie foi diagnosticada com tuberculose e, em 1940, a família mudou-se para a Califórnia, onde esperavam que ela pudesse se recuperar. Em 1942 sua saúde se deteriorou e ela foi forçada a entrar em um sanatório, sendo internada no momento de sua morte.